# Defensas contra la depredación

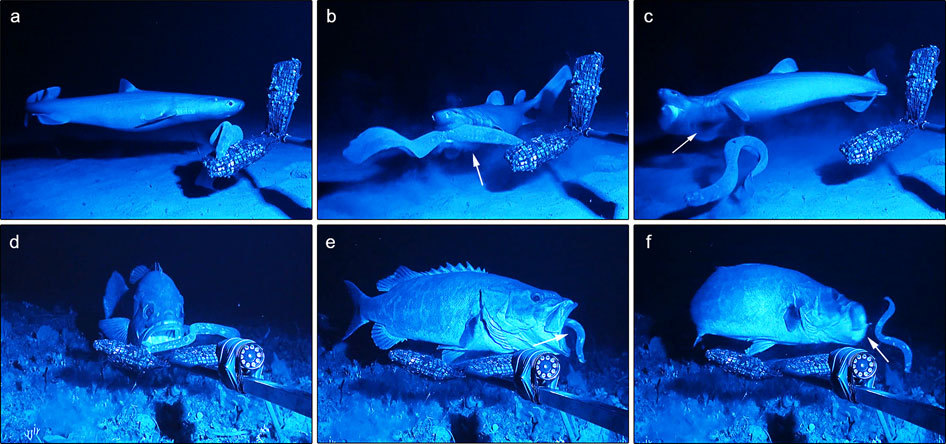
Adaptación antidepredador en acción: el tiburónDalatias licha (a-c) y el pez mero de roca, Polyprion americanus (d–f) intentan atrapar a peces brujos Myxini. Primero, el depredador se aproxima a la presa. El depredador muerde o trata de tragar la presa, pero el pez ya ha emitido una sustancia legamosa hacia la boca del atacante. El depredador suelta a la presa en su esfuerzo por librar su boca y agallas de la sustancia irritante.

Los mecanismos de defensa contra la depredación son adaptaciones evolutivas que sirven a los animales, posibles presas, en su lucha contra depredadores. Son el conjunto de órganos y comportamientos que proporcionan protección contra depredadores. Existe una amplia variedad de adaptaciones contra la depredación que son el resultado de la selección natural como adaptación al medio.
La primera línea de defensa es evitar ser localizado, por medio de mecanismos de camuflaje o cripsis, por mimetismo, escondite subterráneo o nocturno. La alternativa opuesta es señalar la presencia advirtiendo la posesión de defensas poderosas (el aposematismo), por imitación o mimetismo de otros animales que poseen esas defensas, por comportamiento amenazador o deimático, por métodos de distracción, por uso de estructuras defensivas como espinas y por agrupamiento que confiere vigilancia combinada, confusión del depredador y reducción de probabilidades de ser la presa elegida. 
Algunas especies de presas son capaces de luchar contra los depredadores, ya sea por autohemorragia, por defensa comunitaria, o por la eyección de materiales irritantes. Muchos animales pueden escapar si son más rápidos o más ágiles que el atacante. Algunos hasta sacrifican parte de su cuerpo por autoamputación o autotomía, por ejemplo cangrejos y algunas lagartijas, lo que les permite escapar.

## Evitar localización

### Ocultamiento

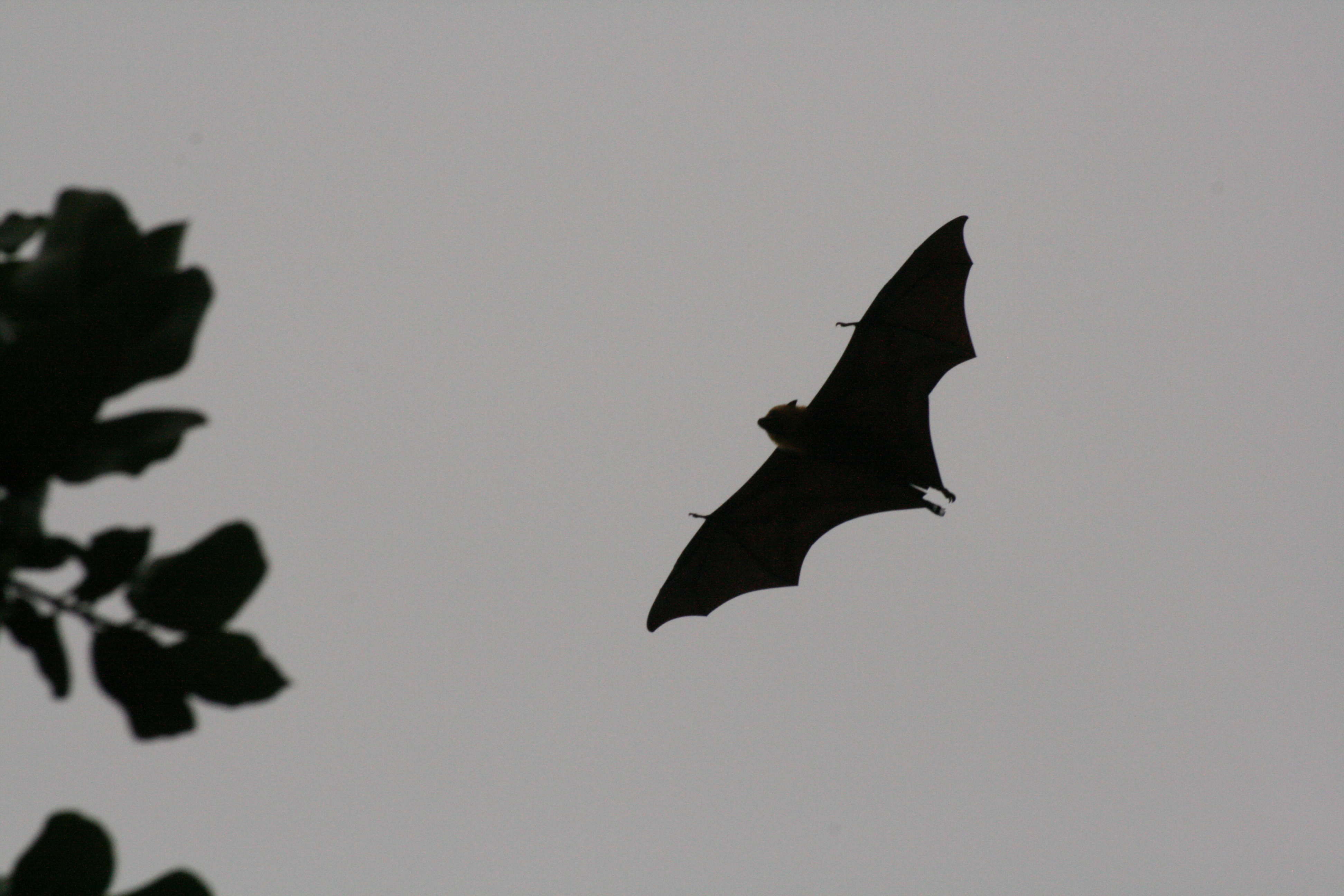
El zorro volador de las Seychelles o Pteropus seychellensis se alimenta de noche para escapar a los depredadores.

Los animales pueden evitar convertirse en presas por ocultamiento, ya sea en cuevas, bajo el suelo o saliendo de noche. La nocturnidad es un comportamiento en que el animal es activo de noche y duerme de día. Al igual que la cripsis sirve para evitar depredación y a la vez facilitar su busca de presas.
Otra adaptación nocturna se ve en las ratas canguro que evitan las noches de luna. Estos roedores forrajean en hábitats relativamente abiertos y reducen sus actividades fuera de la cueva durante noches claras. En noches de luna llena prefieren lugares sombreados, con más vegetación. Esto se ha estudiado con experimentos que usan luz lunar artificial y que indican que este comportamiento ha evolucionado para reducir depredación.

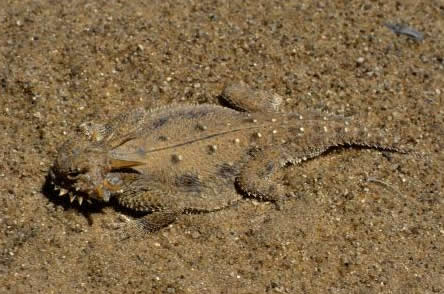
Cripsis del lagarto Phrynosoma mcallii, su cuerpo aplanado y bordeado de flecos crea un diseño disruptivo que elimina las sombras

### Cripsis
La cripsis o camuflaje usa combinaciones de materiales, colores o iluminación para ocultar al organismo o hacerlo difícil de ver. Es común en animales terrestres y marinos. El camuflaje se puede obtener de varias maneras, como semejanza con el medio que lo rodea (coloración disruptiva), eliminación de la sombra, autodecoración, comportamiento críptico o diseño y color cambiantes de la piel. Por ejemplo el lagarto Phrynosoma mcallii de las zonas desérticas de Norteamérica oculta las sombras de su cuerpo y se mimetiza con el suelo. El cuerpo de estos lagartos es aplanado y los bordes costales son finos. Las escamas forman un fleco que contribuye a ocultar el borde de la sombra. Además el animal se achata contra el terreno disimulando aún más a la sombra.

## Reacciones defensivas

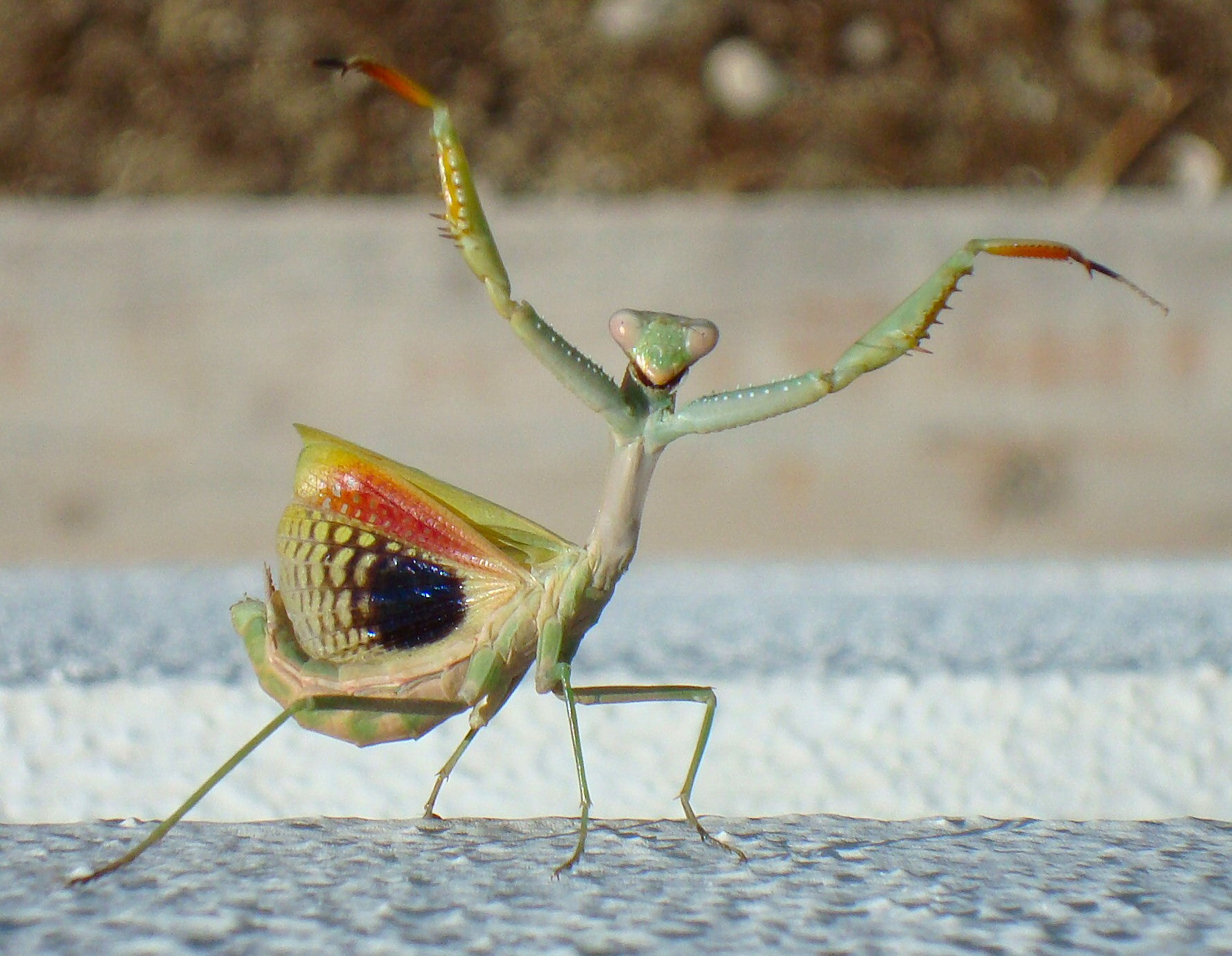
Mantis mediterránea (Iris oratoria), intentando asustar al depredador (comportamiento deimático).

Muchas especies disponen de estrategias para desalentar a los predadores. Entre otros comportamientos está la exhibición de colores o diseños como ojos o cabeza de serpiente para sorprender al atacante (comportamiento deimático). Algunos animales pretenden estar muertos, tanatosis.
El mimetismo en que se imita a otro organismo es un método de defensa.
El aposematismo es el uso de colores llamativos que anuncian la toxicidad o el mal gusto de la presa.
Muchos animales y plantas poseen una variedad de estructuras defensivas, por ejemplo espinas que causan dolor al atacante.

## Seguridad en números
La vida de grupo puede reducir el riesgo de depredación para cada individuo

### Señales de alarma
Los animales que viven en grupos pueden advertir a los conespecíficos de un posible ataque. Los monos cercopitecos verdes, por ejemplo, emiten diferentes llamados según el tipo de ataque, ya sea un águila, un felino o una serpiente. Los otros miembros del grupo muestran reacciones defensivas adecuadas al tipo de peligro.

### Feromonas de alarma
Algunos animales usan señales químicas en vez de auditivas, por ejemplo, feromonas. Las plantas también emiten señales químicas. Algunas plantas producen feromonas de alarma, por ejemplo algunas habas Phaseolus producen moléculas volátiles que alertan a otros congéneres cuando están infestadas por ácaros (Tetranychidae). Las plantas vecinas se preparan para el ataque. Además esta feromona atrae a ácaros depredadores que atacan a los Tetranychidae (defensa indirecta). Es posible que los congéneres aprovechen la información aunque no sea un mensaje intencional, de todos modos aumenta la aptitud biológica.

### Mejor vigilancia

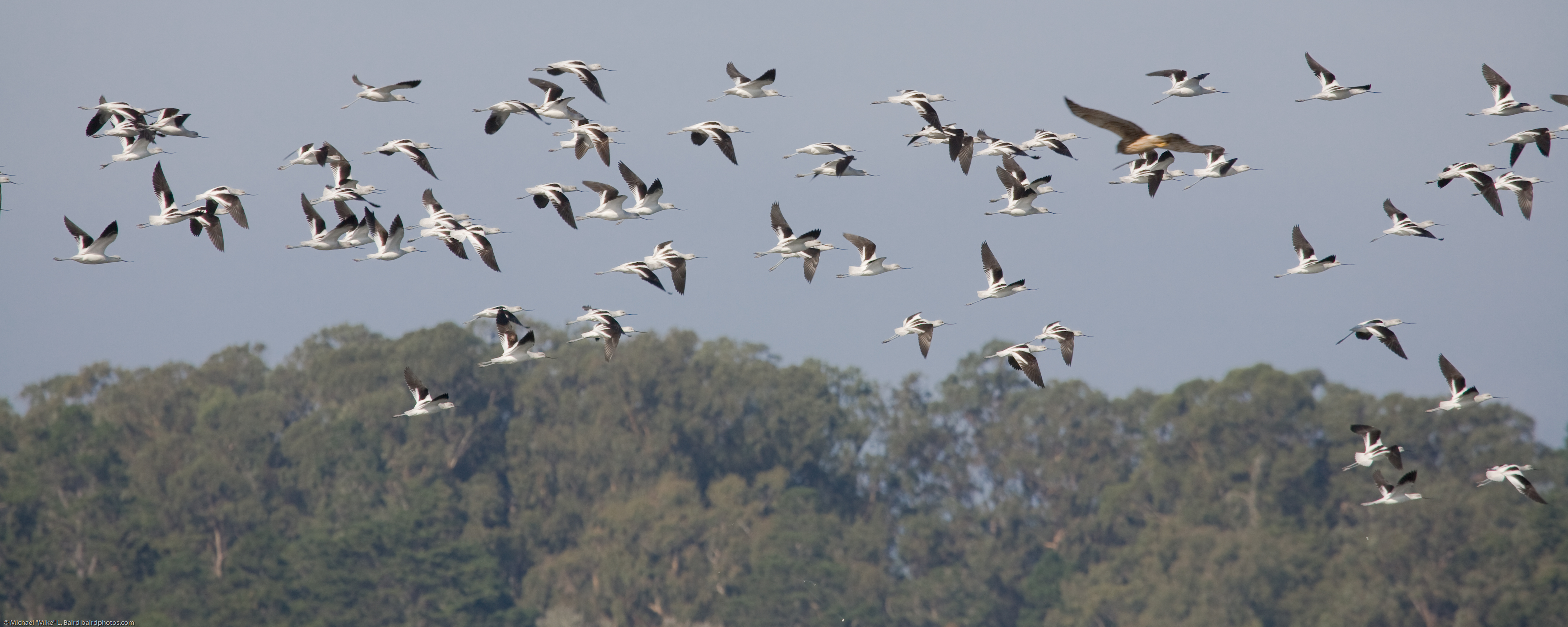
El aguilucho Circus hudsonius, persigue una bandada de avocetas americanas, Recurvirostra americana.

Los miembros de un grupo tienen mayores probabilidades de ver a un atacante que los individuos solos. Muchos depredadores necesitan hacer uso de la sorpresa. Si las presas están alertas, tienen mayor oportunidad de escapar. Los aguiluchos tienen más éxito cuando atacan a una paloma solitaria que cuando tratan de acercarse a una bandada porque en la bandada casi siempre hay alguien que da la alerta a los demás. Los avestruces en el parque nacional Tsavo de Kenia se alimentan solos o en grupos de hasta cuatro. Están sujetos a depredación por leones. Cuanto mayor sea el grupo, menor es la depredación porque siempre suele haber uno con la cabeza levantada que pueda ver al león que se acerca. Aunque la vigilancia individual disminuya, la vigilancia total del grupo aumenta.

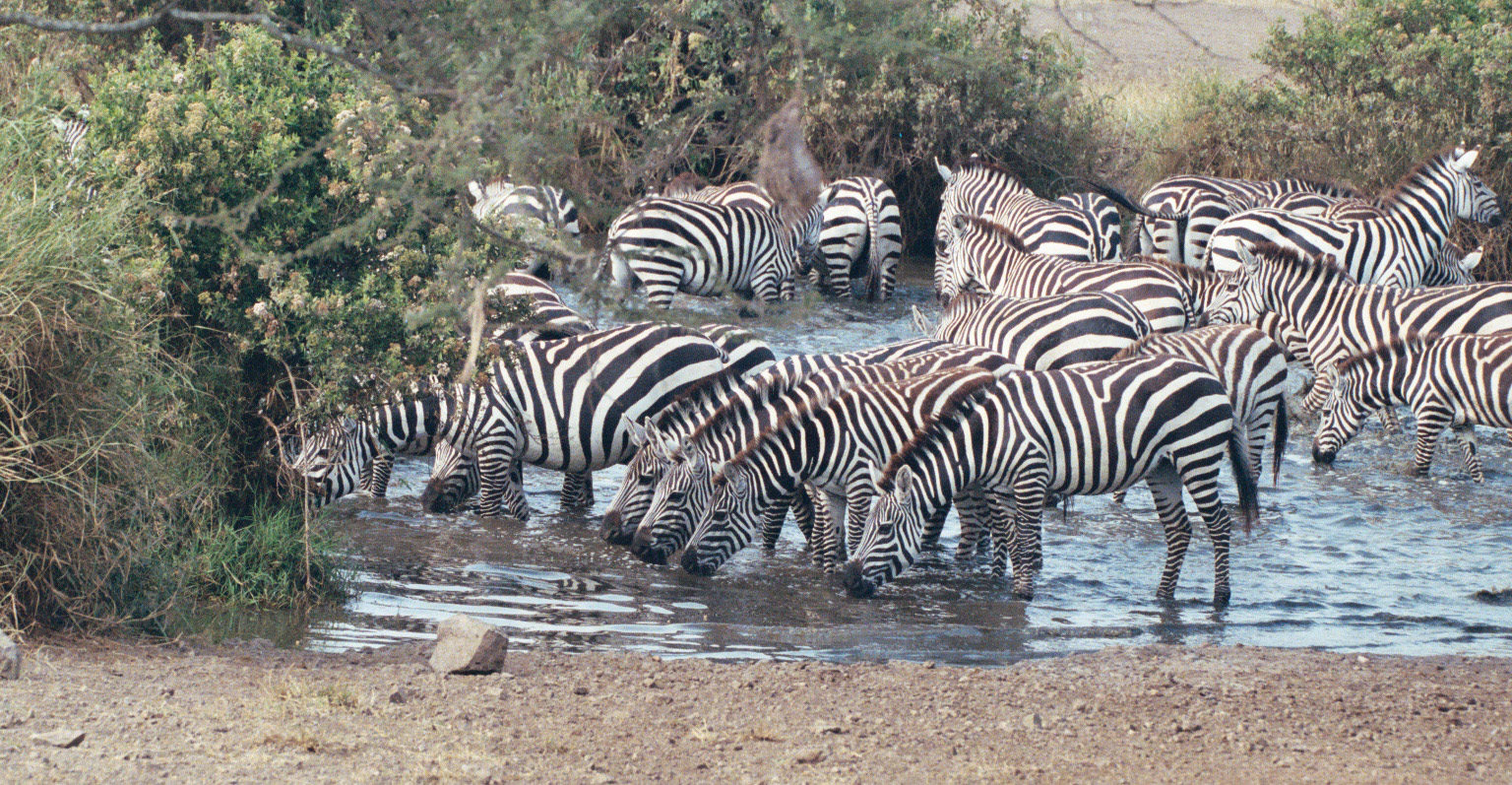
Es difícil ver a una sola cebra cuando forma parte de un rebaño.

### Confusión de los depredadores
Los individuos de un grupo numeroso pueden estar más protegidos de los ataques porque confunden a los depredadores. Éstos tienen dificultades en elegir a un solo individuo para el ataque. Las cebras son un buen ejemplo de esto con su diseño a rayas que disimula el contorno de la figura.

### Acoso

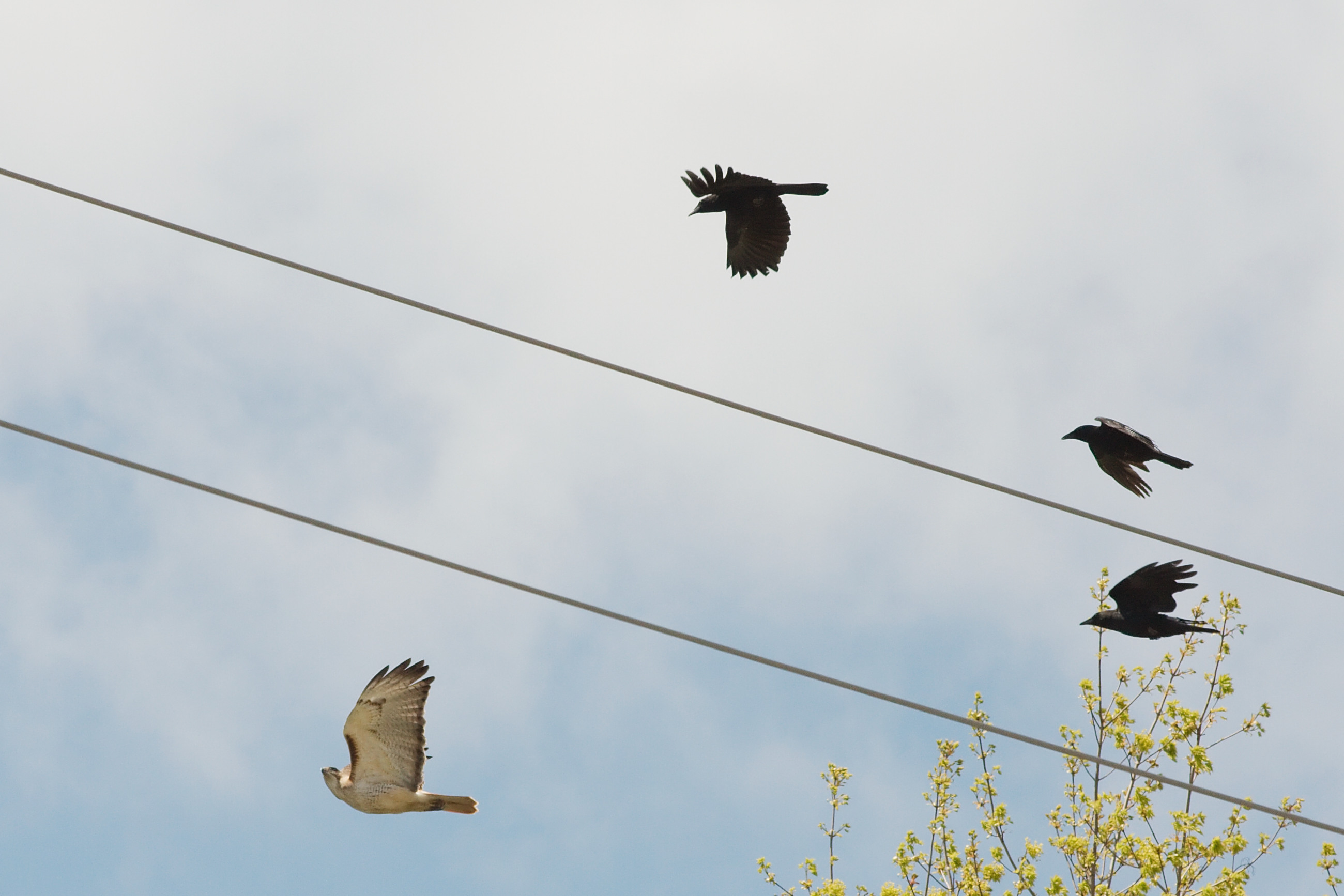
Cuervos acosando a un halcón.

Grupos de individuos realizan un ataque combinado en contra de un depredador. Este comportamiento es más común en aves, pero también se da en otros grupos. Generalmente, su función es proteger a los individuos juveniles.